# Laurențiu Duță
Laurențiu Duță (n. 4 mai 1976, Năvodari, Județul Constanța) este un cântăreț și compozitor român. După o carieră 11 ani, fiind principalul compozitor al celor 12 albume ca membru al trupei 3 Sud Est, în decembrie 2008, Laurențiu s-a hotărât să se lanseze ca artist solo, după care în 2014 reface trupa 3 Sud Est împreună cu Viorel Sipoș și Mihai Budeanu jurând că nu se vor mai despărți niciodată, o vor face însă și ca soliști dar separat pentru că trupa va rămâne. 
La Romanian Music Awards 2012 a fost nominalizat la categoria „Best Song”, alături de Andreea Bănică, pentru piesa „Shining Heart”.

## Laurentiu Duta Live Band

### Daris Mangal
- Chitara (Noiembrie 2008 - Februarie 2014)

### Narcis Chiamil
- Tobe & percutie (Noiembrie 2008 - Februarie 2014)
- NRS Percussionist
- NRS pe YouTube

### George Călin
- Pian / Keyboards (Noiembrie 2008 - Februarie 2014)

### Robert Jacks
- Bas (Noiembrie 2008 - ?)